# 178 (numero)
Centosettantotto (178) è il numero naturale che segue il 177 e precede il 179.

## Proprietà matematiche
- È un numero pari.
- È un numero difettivo.
- È un numero semiprimo, ovvero il prodotto dei numeri primi 2 e 89.
- È un numero omirpimes.
- È un numero 31-gonale.
- È parte delle terne pitagoriche (78, 160, 178), (178, 7920, 7922).
- È un numero palindromo nel sistema di numerazione posizionale a base 6 (454), in quello a base 7 (343) e in quello a base 8 (262).

## Astronomia
- 178P/Hug-Bell è una cometa periodica del sistema solare.
- 178 Belisana è un asteroide della fascia principale del sistema solare.

## Astronautica
- Cosmos 178 è un satellite artificiale russo.

## Altri ambiti
- 178 è un prefisso telefonico a tariffa speciale.